# Kyron McMaster
Kyron Anthony McMaster (Road Town, 3 gennaio 1997) è un ostacolista anglo-verginiano, primatista nazionale dei 400 metri ostacoli.
Il 23 agosto 2023 si è classificato al secondo posto nei 400 metri ostacoli ai campionati mondiali di Budapest, diventando così il primo atleta delle Isole Vergini Britanniche a conquistare una medaglia nella storia della competizione.

## Progressione

### 400 metri ostacoli
| Stagione | Tempo | Luogo           | Data      | Rank. Mond. |
| -------- | ----- | --------------- | --------- | ----------- |
| 2023     | 47"26 | Banská Bystrica | 20-7-2023 |             |
| 2022     | 47"34 | Freeport        | 21-8-2022 |             |
| 2021     | 47"08 | Tokyo           | 3-8-2021  |             |
| 2019     | 48"10 | Doha            | 30-9-2019 |             |
| 2018     | 47"54 | Parigi          | 30-6-2018 |             |
| 2017     | 47"80 | Kingston        | 20-5-2017 | 1º          |
| 2016     | 49"56 | Bydgoszcz       | 23-7-2016 | 65º         |
| 2015     | 50"16 | Edmonton        | 1-8-2015  | 113º        |
| 2014     | 53"26 | Clermont        | 10-5-2014 |             |

## Palmarès
| Anno | Manifestazione          | Sede         | Evento      | Risultato  | Prestazione | Note                                     |
| ---- | ----------------------- | ------------ | ----------- | ---------- | ----------- | ---------------------------------------- |
| 2013 | Mondiali U18            | Donec'k      | 200 m piani | Batteria   | 22"55       |                                          |
| 2013 | Mondiali U18            | Donec'k      | 400 m piani | Batteria   | 49"52       |                                          |
| 2014 | Mondiali U20            | Eugene       | 400 m hs    | Batteria   | 54"21       |                                          |
| 2014 | Olimpiadi giovanili     | Nanchino     | 400 m hs    | Batteria   | dq          |                                          |
| 2016 | Mondiali U20            | Bydgoszcz    | 400 m hs    | Bronzo     | 49"56       | Miglior prestazione nazionale under 20   |
| 2017 | Mondiali                | Londra       | 400 m hs    | Batteria   | dq          |                                          |
| 2018 | Giochi del Commonwealth | Gold Coast   | 400 m hs    | Oro        | 48"25       |                                          |
| 2018 | Giochi CAC              | Barranquilla | 400 m hs    | Oro        | 47"60       | Record dei Giochi                        |
| 2018 | Campionati NACAC        | Toronto      | 400 m hs    | Oro        | 48"18       | Record dei campionati                    |
| 2019 | Mondiali                | Doha         | 400 m hs    | 4º         | 48"10       | Miglior prestazione personale stagionale |
| 2021 | Giochi olimpici         | Tokyo        | 400 m hs    | 4º         | 47"08       | Record nazionale                         |
| 2022 | Mondiali                | Eugene       | 400 m hs    | Semifinale | dns         |                                          |
| 2022 | Giochi del Commonwealth | Birmingham   | 400 m hs    | Oro        | 48"93       |                                          |
| 2022 | Campionati NACAC        | Freeport     | 400 m hs    | Oro        | 47"34       | Record dei campionati                    |
| 2023 | Mondiali                | Budapest     | 400 m hs    | Argento    | 47"34       |                                          |
| 2024 | Giochi olimpici         | Parigi       | 400 m hs    | 5º         | 47"79       | Miglior prestazione personale stagionale |

## Altre competizioni internazionali
2017
- Vincitore della Diamond League nella specialità dei 400 m hs

2018
- Vincitore della Diamond League nella specialità dei 400 m hs